# Gouvernement Amato I
 (septembre 2023).
Si vous disposez d'ouvrages ou d'articles de référence ou si vous connaissez des sites web de qualité traitant du thème abordé ici, merci de compléter l'article en donnant les références utiles à sa vérifiabilité et en les liant à la section « Notes et références ».
République italienne
Andreotti VII Ciampi
Le gouvernement Amato I (Governo Amato I, en italien) est le gouvernement de la République italienne du 28 juin 1992 au 22 avril 1993, durant la XIe législature du Parlement.

## Coalition et historique
Dirigé par le nouveau président du Conseil des ministres socialiste Giuliano Amato, il est soutenu par une coalition entre la Démocratie chrétienne (DC), le Parti socialiste italien (PSI), le Parti libéral italien (PLI) et le Parti social-démocrate italien (PSDI), qui disposent ensemble de 331 députés sur 630 à la Chambre des députés, soit 52,5 % des sièges, et de 163 sénateurs sur 315 au Sénat de la République, soit 51,7 % des sièges.
Il a été formé à la suite des élections générales des 5 et 6 avril 1992 et succédait au septième gouvernement de Giulio Andreotti, soutenu par une alliance identique. Il a été contraint de démissionner après avoir tenté d'amnistier le financement illégal des partis politiques, au cœur des enquêtes de l'opération Mains propres. Il a été remplacé par le gouvernement de Carlo Azeglio Ciampi, jusqu'alors gouverneur de la Banque d'Italie, composé de la DC, du Parti démocrate de la gauche (PDS), du PSI, du Parti républicain italien (PRI), du PSDI, de la Fédération des Verts (FDV) et du PLI.

## Composition

### Initiale
| Poste                                                                                        | Titulaire | Titulaire                                                                     | Parti |
| -------------------------------------------------------------------------------------------- | --------- | ----------------------------------------------------------------------------- | ----- |
| Président du Conseil des ministres                                                           |           | Giuliano Amato                                                                | PSI   |
| Ministres sans portefeuille                                                                  |           |                                                                               |       |
| Ministre pour les Affaires sociales                                                          |           | Adriano Bompiani                                                              | Aucun |
| Ministre pour les Zones urbaines                                                             |           | Carmelo Conte                                                                 | PSI   |
| Ministre pour la coordination des Politiques communautaires et des Affaires régionales       |           | Raffaele Costa                                                                | PLI   |
| Ministre pour la coordination de la Protection civile                                        |           | Ferdinando Facchiano                                                          | PSDI  |
| Ministres                                                                                    |           |                                                                               |       |
| Ministre des Affaires étrangères                                                             |           | Vincenzo Scotti (jusqu'au 29/07/1992) Emilio Colombo (à partir du 01/08/1992) | DC    |
| Ministre de l'Intérieur                                                                      |           | Nicola Mancino                                                                | DC    |
| Ministre des Grâces et de la Justice                                                         |           | Claudio Martelli (jusqu'au 10/02/1993)                                        | PSI   |
| Ministre des Grâces et de la Justice                                                         |           | Giovanni Conso (à partir du 12/02/1993)                                       | Aucun |
| Ministre de la Défense                                                                       |           | Salvo Andò                                                                    | PSI   |
| Ministre du Budget et de la Programmation économique                                         |           | Franco Reviglio                                                               | PSI   |
| Ministre des Finances                                                                        |           | Giovanni Goria (jusqu'au 19/02/1993)                                          | DC    |
| Ministre du Trésor et de la Fonction publique                                                |           | Piero Barucci                                                                 | DC    |
| Ministre de l'Agriculture et des Forêts                                                      |           | Giovanni Angelo Fontana                                                       | DC    |
| Ministre des Travaux publics                                                                 |           | Francesco Merloni                                                             | DC    |
| Ministre des Transports et de la Marine marchande                                            |           | Giancarlo Tesini                                                              | DC    |
| Ministre de l'Industrie, du Commerce et de l'Artisanat Ministre des Participations de l'État |           | Giuseppe Guarino                                                              | DC    |
| Ministre du Commerce extérieur                                                               |           | Claudio Vitalone                                                              | DC    |
| Ministre des Postes et des Télécommunications                                                |           | Maurizio Pagani                                                               | PSDI  |
| Ministre de la Santé                                                                         |           | Francesco De Lorenzo                                                          | PLI   |
| Ministre du Travail et de la Sécurité sociale                                                |           | Nino Cristofori                                                               | DC    |
| Ministre des Biens culturels                                                                 |           | Alberto Ronchey                                                               | Aucun |
| Ministre de l'Environnement                                                                  |           | Carlo Ripa di Meana                                                           | PSI   |
| Ministre de l'Instruction publique                                                           |           | Rosa Iervolino                                                                | DC    |
| Ministre de l'Enseignement supérieur, de la Recherche scientifique et technologique          |           | Alessandro Fontana                                                            | DC    |
| Ministre du Tourisme et du Divertissement                                                    |           | Margherita Boniver                                                            | PSI   |

### Remaniement du 21 février 1993
- Les nouveaux ministres sont indiqués en gras, ceux ayant changé d'attribution en italique.

| Poste                                                                                  | Titulaire | Titulaire                                                                      | Parti |
| -------------------------------------------------------------------------------------- | --------- | ------------------------------------------------------------------------------ | ----- |
| Président du Conseil des ministres                                                     |           | Giuliano Amato                                                                 | PSI   |
| Ministres sans portefeuille                                                            |           |                                                                                |       |
| Ministre pour les Affaires sociales                                                    |           | Adriano Bompiani                                                               | Aucun |
| Ministre pour les Zones urbaines                                                       |           | Carmelo Conte                                                                  | PSI   |
| Ministre pour la coordination des Politiques communautaires et des Affaires régionales |           | Gianfranco Ciaurro                                                             | PLI   |
| Ministre pour la coordination de la Protection civile                                  |           | Ferdinando Facchiano                                                           | PSDI  |
| Ministre pour la Réorganisation des participations de l'État                           |           | Paolo Baratta                                                                  | Aucun |
| Ministres                                                                              |           |                                                                                |       |
| Ministre des Affaires étrangères                                                       |           | Emilio Colombo                                                                 | DC    |
| Ministre de l'Intérieur                                                                |           | Nicola Mancino                                                                 | DC    |
| Ministre des Grâces et de la Justice                                                   |           | Giovanni Conso                                                                 | Aucun |
| Ministre de la Défense                                                                 |           | Salvo Andò                                                                     | PSI   |
| Ministre du Budget et de la Programmation économique                                   |           | Beniamino Andreatta                                                            | DC    |
| Ministre des Finances                                                                  |           | Franco Reviglio (jusqu'au 30/03/1993) Giuliano Amato (intérim)                 | PSI   |
| Ministre du Trésor et de la Fonction publique                                          |           | Piero Barucci                                                                  | DC    |
| Ministre de l'Agriculture et des Forêts                                                |           | Alfredo Luigi Diana                                                            | DC    |
| Ministre des Travaux publics                                                           |           | Francesco Merloni                                                              | DC    |
| Ministre des Transports et de la Marine marchande                                      |           | Giancarlo Tesini                                                               | DC    |
| Ministre de l'Industrie, du Commerce et de l'Artisanat                                 |           | Giuseppe Guarino                                                               | DC    |
| Ministre du Commerce extérieur                                                         |           | Claudio Vitalone                                                               | DC    |
| Ministre des Postes et des Télécommunications                                          |           | Maurizio Pagani                                                                | PSDI  |
| Ministre de la Santé                                                                   |           | Raffaele Costa                                                                 | PLI   |
| Ministre du Travail et de la Sécurité sociale                                          |           | Nino Cristofori                                                                | DC    |
| Ministre des Biens culturels                                                           |           | Alberto Ronchey                                                                | Aucun |
| Ministre de l'Environnement                                                            |           | Carlo Ripa di Meana (jusqu'au 07/03/1993) Valdo Spini (à partir du 09/03/1993) | PSI   |
| Ministre de l'Instruction publique                                                     |           | Rosa Russo Jervolino                                                           | DC    |
| Ministre de l'Enseignement supérieur, de la Recherche scientifique et technologique    |           | Alessandro Fontana                                                             | DC    |
| Ministre du Tourisme et du Divertissement                                              |           | Margherita Boniver                                                             | PSI   |